# سترة تقنية روبوتية
سترة التكنولوجيا الروبوتية (بالإنجليزية: Robotic tech vest)‏ (RTV) عبارة عن معدات خاصة يمكن ارتداؤها لحماية العمال بالقرب من الروبوتات الصناعية. إنها تشبه السترة عالية الوضوح ولكن للروبوتات. يمكن للروبوتات استشعار السترة من مسافة بعيدة وتجنب التحرك فيها، وبالتالي حماية مرتديها من الاصطدامات.

## تاريخه
درست إدارة السلامة والصحة المهنية (OSHA) موضوع سلامة العمال في مجالات تشغيل الروبوتات، وخلصت إلى أن: "تشير الدراسات إلى أن العديد من حوادث الروبوتات تقع أثناء ظروف تشغيل غير روتينية، مثل البرمجة والصيانة والاختبار والإعداد والتعديل. وخلال العديد من هذه العمليات، قد يكون العامل مؤقتًا داخل نطاق عمل الروبوت، حيث قد تؤدي العمليات غير المقصودة إلى إصابات." قبل استخدام أجهزة التحكم عن بُعد، كان العمال يحددون المنطقة التي سيعملون فيها لتمكين مخطط مسار الروبوت من تحديد مساره بذكاء.

## العمل في المستودع
عام 2018 قدمت أمازون سترات تقنية آلية في 25 مستودع لحماية العمال من الاصطدامات بالروبوتات. هذا النوع من المعدات مطلوب للعامليبن في المستودعات، حيث يتعاون العمال البشر والروبوتات. بالإضافة إلى الكشف العام عن العوائق التي تواجه الروبوتات، تضمن السترة اكتشاف العمال باعتبارهم عوائق. وهي تسمح للروبوتات باكتشاف الإنسان من مسافة أبعد وتحديث مسارها. سترة التكنولوجيا الروبوتية عبارة عن مزيج من الحزام والحمالات. وفق لشركة أمازون عام 2019، تم تقديم السترة إلى أكثر من 25 موقع وتم إكمال أكثر من مليون عملية تنشيط. بحيث يكون العمال آمنين عندج ارتداء السترة عندما يدخلون مناطق العمل لإصلاح نظام روبوتي أو استعادة العناصر المتساقطة. زعمت أمازون أن سترة التكنولوجيا الروبوتية القابلة لإعادة الشحن حققت نجاح عام 2019.

## الفرق عن الروبوتات التعاونية
تتناقض تقنية السترة التقنية الروبوتية مع نهج الروبوتات التعاونية. في حالة الروبوتات التعاونية، لا تكون هناك حاجة إلى أجهزة RTV.

## روابط خارجية
- تقنية أمازون الجديدة لتعزيز سلامة مراكز التوزيع